# 江田島銘醸
江田島銘醸株式会社（えたじまめいじょう）は、広島県江田島市の酒造メーカー。

## 概要
創業者の住岡八百蔵は元々宮大工で財を成した人物。江田島は1887年（明治20年）海軍兵学校移転以降、旧海軍関連施設が増えそれに伴い人口が増えていった。そこで八百蔵が新事業として酒造業を立ち上げ1907年（明治40年）創業した。そして「ホマレ（保万齢）」が海軍御用酒に採用されている。
創業当時は江田島だけで蔵元が3ないし4つあったが2017年現在江田島市唯一の酒造メーカーである。現在の社長（蔵元）は4代目で杜氏でもある。

## 銘柄
- 日本酒
  - 同期ノ桜[3]
  - 保万齢
  - 古鷹[4]
  - 江田島
- 焼酎
  - ヨーソロ

仕込水は北側に位置する標高394mの古鷹山の伏流水を、酒米は八反錦や山田錦を用いる。
元々違う名であったものを海軍兵学校出身者の要望で同期ノ桜に変えたという。現在でも海上自衛隊関係者に愛飲され、そして海自や警察学校や消防学校の同窓会などで贈答に用いられている。